# 林博太郎
林 博太郎（はやし ひろたろう、1874年（明治7年）2月4日 - 1968年（昭和43年）4月28日）は、明治時代から昭和時代にかけての日本の教育学者、実業家、政治家。伯爵、文学博士。

## 来歴
東京生まれ。父は林荘三、母はしづ。祖父は伯爵の林友幸。東京府尋常中学校から旧制山口高等学校を経て、1899年（明治32年）7月、東京帝国大学文科大学哲学科を卒業後、1903年（明治36年）までドイツ留学。翌1904年（明治37年）に学習院教授に就任した。
1907年（明治40年）に襲爵し、1914年（大正3年）2月から1947年（昭和22年）まで貴族院議員に選出される。1908年（明治41年）、東京高商（現・一橋大学）教授兼宮内省式部官。1919年（大正8年）、東京帝大教授（文博）。
1932年（昭和7年）7月から1935年（昭和10年）8月まで南満洲鉄道総裁。他に母校・東京府立一中同窓会如蘭会長、戦後は、霞会館監事、高千穂商科大学理事長などを務めた。墓所は多磨霊園。

## 親族
- 祖父：林友幸（貴族院議員、九戸県権知事など歴任）
- 最初の妻：園田峰子 1884年 - 1907年 園田孝吉次女。結婚後5年で病死[2]
- 後妻：林富貴子 1885年-1944年 貴族院議員田嶋竹之助長女、女子学習院卒。日本女子補導団初代総裁[3][4]
- 3人目の妻 (Kaneko) 金子[要出典]
- 二男 鹿園博仲 1909年-1929年 男爵鹿園実博の養子[5]
- 三男 林友春 1915年-2004年 学習院大学名誉教授、東洋教育史 / 妻: 林貞子 牧野伸顕の孫。東海大学名誉教授、松濤幼稚園の創設者[6][7][3]
  - 同長女・三井富美子：1940年三井家11代当主三井高公の四男、三井之乗に嫁す。若葉会幼稚園園長(1986-2009)、学校法人北泉学園理事長
  - 同次女・小林絢子：小林中の長男・小林喬（元フコク生命社長）に嫁す。1996年より東京家政大学文学部教授（のち名誉教授）[8][9]
    - 孫（絢子の次女）：堀内詔子（政治家、富士急行社長・堀内光一郎の妻）
- 二女 藤瀬孝子 1906年- 東京、化学者で東北帝大教授藤瀬新一郎に嫁す[3]
  - 孫・藤瀬孝子 同子・藤瀬裕 浜松医科大学教授
- 三女 宮原寿子 1911年- 男爵・宮原旭（ガールスカウト日本連盟第3代会長[3][4]）に嫁す。
- 四女 安田妙子 1912年- 東京、安田新（安田善四郎 (2代目)の三男）に嫁す[3]
- 五女 鹿園淑子 1913年- 男爵・鹿園直治に嫁す[3]。直治は南部利克の六男で鹿園博仲（林博太郎二男）の養子となり鹿園家を継ぐ。
  - 孫・鹿園直建
- 六女 美恵子 1921年[3]- 子爵・井上勝英に嫁す
- 七女 徳子 1923年[3]- 学習院大学名誉教授・木越邦彦（陸軍中将・木越安綱の孫）に嫁す
- 弟：林荘次郎（妻は男爵で奈良華族の中川興長の娘・貞子）

## 栄典
- 1930年（昭和5年）12月5日 - 帝都復興記念章[10]
- 1940年（昭和15年）8月15日 - 紀元二千六百年祝典記念章[11]

## 著作
- 「生れてから今日まで」（『教育』第5巻第1号、岩波書店、1937年1月 ／ 第5巻第2号、1937年2月）

著書
- 『欧米対照 修身科新教授法』 宝文館、1917年9月
- 『最近心理学参照 教育学十講』 宝文館、1925年2月
- 『国民学校原義』 東洋図書、1941年1月

編書
- 『新しき愛国論』 愛国社、1924年5月
- 『中等修身教科書』 三省堂、1924年巻一-巻五
- 『女子修身教科書』 三省堂、1925年巻一-巻五
- 『帝国女子修身』 三省堂、1925年巻一-巻五
- 『理科指導壱百回』 堀七蔵共編、東洋図書、1931年5月上巻・下巻
- 『中等新公民教科書』 東洋図書、1933年12月上巻・下巻

## 関連文献
- 「林博太郎氏教育学」（大日本学術協会編修 『日本現代教育学大系 第八巻』 モナス、1927年11月）
  - 大日本学術協会編修 『日本現代教育学大系 第八巻』 日本図書センター、1989年11月、ISBN 4820552740
- 永田英治「林博太郎と理科教育研究会： 大正期,昭和初期の理科教育研究の水準」『宮城教育大学紀要 第2分冊 自然科学・教育科学』第19号、宮城教育大学、1984年、11-33頁、ISSN 02894424、NAID 40004500305。
- 「林友春（伯爵）」（霞会館華族家系大成編輯委員会編 『平成新修 旧華族家系大成 下巻』 霞会館、1996年11月、ISBN 9784642036719）
- 榑松かほる「資料・林博太郎及び春山作樹の著作目録」『桜美林論集』第25号、桜美林大学、1998年、19-30頁、ISSN 13427830、NAID 40005170531。